# Коркушко, Олег Васильевич
Оле́г Васи́льевич Корку́шко (19 февраля 1929 — 1 января 2024) — украинский советский учёный-терапевт и геронтолог, доктор медицинских наук (1969), профессор, академик НАМН Украины (1994), член-корреспондент НАН Украины (1992), член-корреспондент РАМН, Заслуженный деятель науки и техники Украины, лауреат Государственных премий УССР (1984) и Украины (1997, 2003).
Соавтор некоторых статей в БМЭ 3-го издания.

## Премии и награды
- 1984 — Государственная премия УССР в области науки и техники
- 1994 — Премия имени С. П. Боткина РАМН (совместно с Д. Ф. Чеботаревым и Л. Г. Калиновской, за монографию «Гериатрия в терапевтической практике»)
- 1995 — Премия имени Н. Д. Стражеско НАН Украины (совместно с Д. Ф. Чеботаревым и Л. Г. Калиновской, за монографию «Гериатрия в терапевтической практике»)
- 1997 — Государственная премия Украины в области науки и техники
- 2003 — Государственная премия Украины в области науки и техники
- 2010 — Премия имени Д. Ф. Чеботарева НАН Украины (совместно с В. Х. Хавинсоном и В. Б. Шатило, за монографию «Пинеальная железа: пути коррекции при старении»)